# Lazzaro Doria
Lazzaro Doria (fl. XV secolo) è stato un nobile italiano, consignore di Villa dei Gatti appartenente alla famiglia Doria, cugino e cognato dell'ammiraglio Andrea Doria.

## Biografia
Figlio di Imperiale Doria di Marco, consignore di Villa dei Gatti, e Maria Centurione-Scotto di Ottobono. Apparteneva alla discendenza di Percivalle Doria, primo signore di Villa di Gatti, figlio di Federico Doria di Babilano, consignore di Oneglia. Il fratello Lodisio è il fondatore dei Doria portoghesi.
Sposò Violante, sorella dell'ammiraglio Andrea Doria, principe di Melfi, figlia di Ceva II Doria, consignore di Oneglia e Caracosa Doria di Dolceacqua. Ebbe i figli:
- Agostino Doria (†1519)
- Bartolomelin Doria (†1519)[4]
- Caracosa Doria (†1556), sposata 1º con Antonio dei conti di Ventimiglia[5], 2º con Giovanni Eustachio Feo di Tomasso[6], nobile di Savona[7].